# Le cose che porta il cielo
Le cose belle che il cielo dona (titolo originale: The Beautiful Things That Heaven Bears) è il romanzo d'esordio dello scrittore etiope-americano Dinaw Mengestu, pubblicato nel 2007. Il romanzo è incentrato sulla vita di Sepha Stephanos, un immigrato etiope che vive a Washington dopo essere fuggito dalla rivoluzione nel suo paese diciassette anni prima. Gestendo un negozio di alimentari in difficoltà, Sepha rimugina sul passato e affronta una crisi interiore di spaesamento e identità, mentre osserva la gentrificazione del suo quartiere. Mengestu ha impiegato quasi quattro anni per scrivere il libro e un altro anno per rivederlo. La versione originale del romanzo, pubblicata nel Regno Unito, si intitolava Children of the Revolution. Il titolo è stato cambiato dagli editori americani prima della pubblicazione negli Stati Uniti perché non volevano che il libro sembrasse politico. Le cose belle che il cielo dona è stato tradotto in 12 lingue, nominato tra i "Notable Books" del New York Times e ha vinto il Guardian First Book Award e il Los Angeles Times Book Prize per autori esordienti (Art Seidenbaum Award).

## Trama
File:Aerial view of Logan Circle.jpg
Le cose belle che il cielo dona racconta la storia di Sepha Stephanos, un immigrato etiope che gestisce un piccolo negozio di alimentari a Logan Circle, Washington. Diviso tra le sue radici etiopi e la sua nuova identità americana, Sepha stringe amicizia con Naomi, una ragazzina undicenne di origini afroamericane, che si trasferisce con la madre Judith McMasterson nel suo quartiere, segnato dal degrado. L'arrivo di Judith, la prima persona bianca a stabilirsi lì, è un segno tangibile della gentrificazione in atto.
Sepha è bloccato nel tempo, ossessionato dai ricordi del passato e incapace di guardare al futuro. Insieme ai suoi amici, Congo Joe e Ken il Keniota, gioca a elencare i colpi di stato africani, un'abitudine che riflette la nostalgia per la loro terra d'origine. Nonostante viva in America da 17 anni, Sepha mostra pochi segni di integrazione. Anche la sua relazione con Judith rimane incerta e stagnante. Nonostante gli eventi significativi che accadono intorno a lui, come la minaccia di sfratto del negozio e le crescenti tensioni razziali nel quartiere, Sepha rimane resistente al cambiamento.

## Struttura
La narrazione si alterna tra passato e presente, una struttura che sottolinea il tema della perdita di identità.

## Personaggi

### Sepha Stephanos
Sepha è il protagonista e narratore del romanzo. Immigrato etiope, gestisce un piccolo negozio di alimentari a Logan Circle. Fuggito dal suo paese natale dopo un colpo di stato militare diciassette anni prima, si sente isolato in America, trascorrendo le sue giornate nel negozio a ripensare al passato. Trova conforto nell'amicizia con Kenneth e Joe, anche loro immigrati, e nella crescente vicinanza con Judith e Naomi. Intrappolato tra due mondi, Sepha lotta con la propria identità e il senso di appartenenza.

### Naomi
Figlia undicenne di Judith, Naomi è una ragazzina birazziale, intelligente e perspicace. A volte ribelle e incline a scappare di casa, stringe un'improbabile amicizia con Sepha, con cui condivide la passione per la lettura. Il legame tra i due, entrambi segnati dalla perdita del padre, è fonte di conforto per entrambi.

### Judith
Madre single, separata dal padre mauritano di Naomi, Judith si trasferisce a Logan Circle e ristruttura una casa a schiera vicino all'appartamento di Sepha. Ex professoressa di storia politica americana, si ritrova coinvolta in una relazione incerta con Sepha. La sua presenza nel quartiere, come donna bianca benestante con una figlia birazziale, accentua il tema della gentrificazione.

### Joseph
Soprannominato "Congo Joe", è uno degli amici di Sepha. Immigrato come lui, ha lavorato con Sepha e Kenneth in un hotel al loro arrivo in America. Ora lavora in un ristorante e coltiva la passione per la poesia, rappresentando le speranze e le disillusioni del sogno americano.

### Kenneth
"Ken il Keniota" è l'altro amico di Sepha. Ingegnere, mantiene un atteggiamento pragmatico e speranzoso riguardo al suo futuro in America, pur sentendosi come gli altri spaesato.

### Berhane Selassie
Zio di Sepha e suo unico parente negli Stati Uniti. Costretto a fuggire dalla sua vita agiata in Etiopia, Berhane lavora duramente in America, facendo anche il tassista. Vive in un complesso residenziale abitato prevalentemente da etiopi ed è profondamente nostalgico del suo passato.

### Mrs. Davis
Vicina di casa di Sepha, Mrs. Davis osserva con sospetto e disapprovazione l'arrivo di Judith nel quartiere, rappresentando la resistenza al cambiamento della comunità.

## Temi

### Il sogno americano
Il romanzo esplora il tema del sogno americano, l'idea che un immigrato possa fuggire dai problemi del proprio paese e trovare una vita migliore in America. La storia di Sepha, che apre un'attività commerciale dopo essere sfuggito alla rivoluzione, incarna questo ideale. Il titolo stesso, tratto dall'Inferno di Dante, allude alla speranza di una nuova vita. Tuttavia, il romanzo mostra anche la dura realtà di questo sogno, la solitudine e le difficoltà che gli immigrati affrontano.

### Gentrificazione e rinnovamento urbano
L'arrivo di Judith a Logan Circle segna l'inizio di un processo di gentrificazione che trasforma il quartiere. Judith stessa diventa un simbolo di questo cambiamento, osteggiato dalla comunità locale. Il romanzo mette in parallelo l'esperienza degli immigrati costretti a fuggire dal proprio paese con quella di chi viene espropriato a causa della gentrificazione.

### Identità e appartenenza
Sepha è alla ricerca di un luogo a cui appartenere. Nonostante viva in America da anni, fatica a trovare un senso di identità e un posto che possa chiamare casa. La sua storia riflette l'esperienza comune a molti immigrati, la ricerca di un'appartenenza in un nuovo paese.

### Partenza e arrivo
Il romanzo esplora il continuo alternarsi di partenze e arrivi nella vita di Sepha. Il suo passato in Etiopia rappresenta la partenza, mentre il suo presente in America è l'arrivo. Ogni azione lo porta a nuove partenze e nuovi arrivi, riflettendo la natura transitoria dell'esistenza.

### Amicizia
L'amicizia gioca un ruolo fondamentale nel romanzo. Il sostegno degli amici aiuta Sepha ad affrontare le difficoltà della vita da immigrato. Il legame con Kenneth, Joe, Naomi e Judith rappresenta un'ancora di salvezza nella sua solitudine.

## L'autore

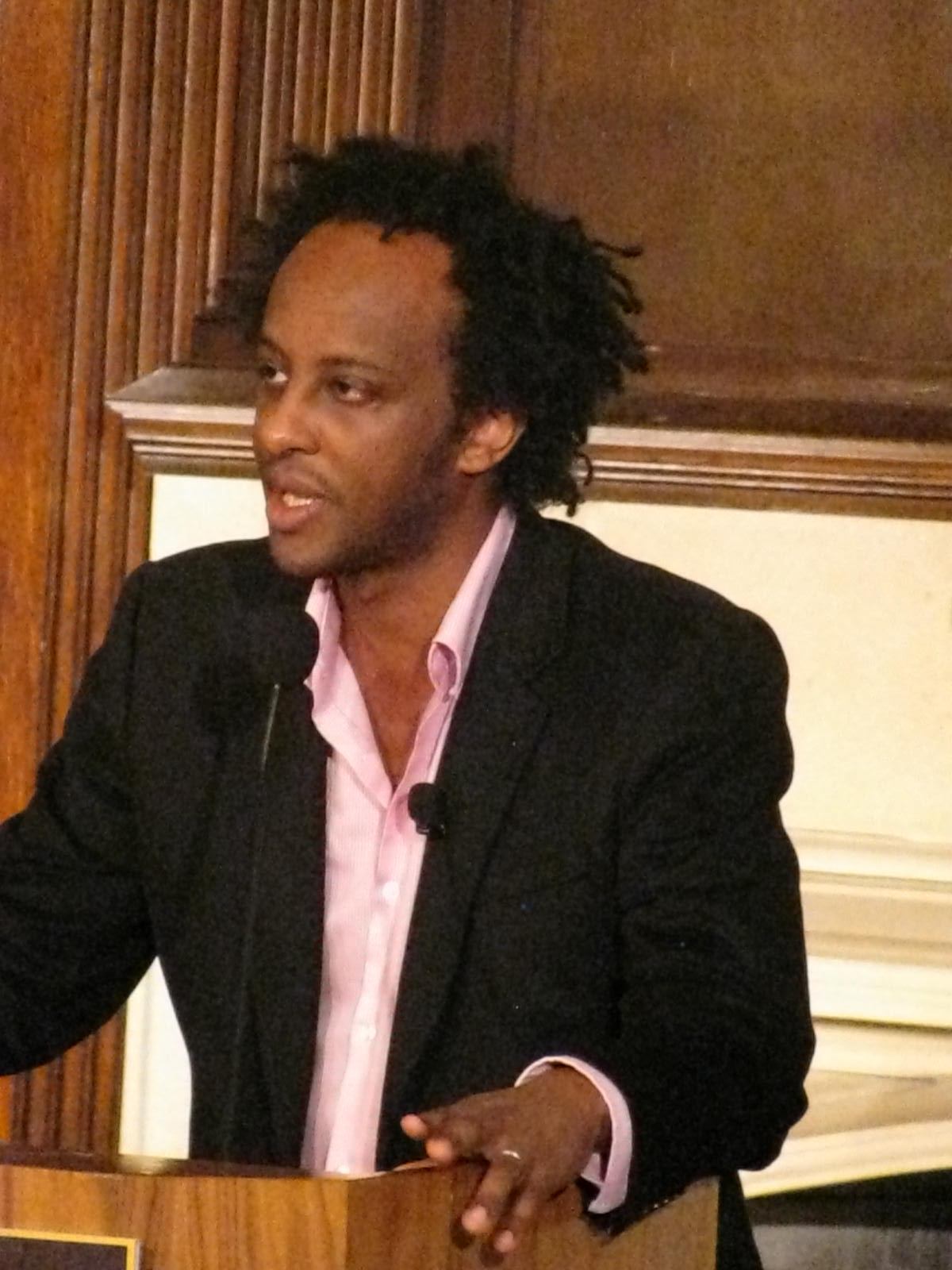
Dinaw Mengestu

Dinaw Mengestu (pronuncia: /ˈdiːnaʊ mɛŋˈɡɛstuː/) è nato ad Addis Abeba, in Etiopia, nel 1978. A causa della rivoluzione comunista, il padre è fuggito negli Stati Uniti, dove Dinaw lo ha raggiunto con la madre e la sorella nel 1980. Dopo essersi stabilito a Peoria, nell'Illinois, la famiglia si è trasferita nell'area di Chicago. Mengestu si è laureato in inglese alla Georgetown University e ha conseguito un Master in scrittura creativa alla Columbia University. Ha ricevuto numerosi riconoscimenti, tra cui il MacArthur Fellowship nel 2012. Come giornalista freelance, ha viaggiato in diverse zone di conflitto dell'Africa subsahariana. Le sue opere sono apparse su diverse pubblicazioni, tra cui Harper's, Granta, Rolling Stone, The New Yorker e The Wall Street Journal. Vive a Washington con la moglie e i due figli.

## Critica
Il romanzo ha ricevuto recensioni generalmente positive. La prosa di Mengestu e la sua capacità di descrivere l'esperienza dell'immigrato sono state particolarmente apprezzate.